# عبد الله النوبي (لاعب كرة قدم مواليد 1987)
عبد الله النوبي (مواليد 8 يناير 1987) لاعب كرة قدم إماراتي يجيد اللعب في الجناح أيمن والجناح أيسر .
لعب سابقاً لأندية الوحدة والظفرة و بني ياس .

## روابط خارجية
- عبد الله النوبي على موقع ناشيونال فوتبول تيمز (الإنجليزية)
- عبد الله النوبي على موقع Soccerway.com (الإنجليزية)